# Гил-галад
Ереинион Гил-галад је измишљени лик из легендаријума Средње земље Џ. Р. Р. Толкина. Помиње се у „Господару прстенова“, а као актер се појављује у „Силмарилиону“.

## Опште црте
Гил-галад је био последњи Узвишени краљ Нолдора у Средњој земљи. У раним записима, он је син Фингона Одважног, сина Финголфина, сина Финвеa, првог Узвишеног краља Нолдора. Према Толкиновим каснијим белешкама, Гил-галад је син Ородрета из дома Финарфина. Ово га чини унуком Ангрода, брата Финрода Фелагунда и Галадријеле. У време пада Гондолина и смрти Тургона он је био први следећи коме би звање Узвишеног краља припало.
Након пада Белијарнда након Рата Бесних, од свих нолдорских краљевсва остао је само Линдон. Гил-галард је постао његов владар док је Келебримбор основао краљевство у подножију Маглених планина у земљи Ергион покрај Казад-дума. Управо су они исковали прстенове моћи али мрачни господар Саурон је исковао у тајности Господара прстенова. Он је напао и опустошио Ергион и убио Келебримбора, али није нашао прстенове. У то време Линдон се нашао у опасности јер је Саурон знао да се најмоћни од прстенова Виља нлази у поседу Гил-Галарда. Али људи са Нуменора су дошли са својом војском победили и заробили Саурона.
Међутим Саурон се убрзо вратио у Средњу земљу, али овог пута је онован савез „Последња Алијанса Људи и Вилењака" коју су предводили Гил-галад и Елендил. Они су победили Сауронову војску у неколико битака али нису могли да заузму Барад-дур који су опседали седам година. На крају Саурон је лично изашао покушавши да разбије опсаду притом убивши у двобоју Гил-галада и Елендила који је покушао да га освоји. Али је Изилдур, Елендилов син одсекао јединствени прстен са Сауронове руке, и тиме је Саурон изгубио свој физички облик. Смрћу Гил-галада завршила се лоза Нолдорских краљева у Средњој земљи иако су њихове земље опстале током трећег доба.
Његова право име било је Артанаро (квен. Artanáro), али био је најпознатији као Гил-галад („Блистава звезда“), као и по свом почасном имену Ереинион, што значи „Потомак краљева“.